# Welker Lorbeer
Welker Lorbeer è un film muto del 1916 diretto da Walter Schmidthässler.